# Paulingite-Na
La paulingite-Na è un minerale non approvato dall'IMA.

## Etimologia
Il nome è in onore del chimico e fisico statunitense Linus Pauling (1901-1994).